# Eblaitische Sprache
Das Eblaitische ist eine ausgestorbene semitische Sprache, die durch die Ausgrabung von Epigraphiken in der antiken Stadt Ebla (Tell Mardikh) im heutigen Syrien entdeckt wurde.

## Entdeckung
In den Ruinen des Palastes von Ebla fand man 20.000 gut erhaltene Keilschrifttafeln. Unter anderem wurden zweisprachige Wörterbücher in den Sprachen Sumerisch und Eblaitisch gefunden (sogenanntes Vocabolario di Ebla). Die erste Bekanntmachung eblaitischer Texte erfolgte im Jahre 1975 durch Giovanni Pettinato.

## Verwandtschaft
Da die meisten Texte überwiegend in (sumerischen) Logogrammen geschrieben sind und nur wenige Syllabogramme enthalten, ist es nicht ganz leicht, die sprachliche Zugehörigkeit des Eblaitischen zu bestimmen. In seiner Erstveröffentlichung von 1975 präsentierte Pettinato das Eblaitische als eine semitische, und zwar spezieller „altkanaanäische“ Sprache, womit es mehr oder weniger als ein Vorläufer des Hebräischen anzusehen wäre. Eines seiner Hauptargumente dafür war eine Folge zweier Keilschriftzeichen, die er als Syllabogramme für ik-tub „er hat geschrieben“ (vgl. hebräisch yixtov, arabisch yaktub) deutete. Die Deutung dieses speziellen Wortes wurde zwar später wieder verworfen. Dennoch ist mittlerweile gesichert, dass die eblaitischen Texte als eine semitische Sprache zu lesen sind. Die genaue Einordnung innerhalb des Semitischen wird weiterhin diskutiert. Von manchen wird sie als nächster Verwandter des Akkadischen angesehen, womit beide Sprachen eine ostsemitische Untergruppe innerhalb des Semitischen bilden würden, oder sie wird gar für einen Dialekt des Akkadischen gehalten.

## Primärquellen

### Publikationsorte
Da Ebla von italienischen Archäologen entdeckt wurde, liegt ein großer Teil der Publikationen zum Eblaitischen auf Italienisch vor. Manche Texte wurden doppelt publiziert, weil zwei konkurrierende Forscherteams in Rom und in Neapel am Werk waren. Nachdem in den ersten 20 Jahren nach der Entdeckung mehrere Kongresse zu Ebla stattgefunden hatten und zahlreiche Untersuchungen erschienen waren, hat das wissenschaftliche Interesse seit den 90er Jahren wieder etwas nachgelassen. In folgenden Zeitschriften und Reihen sind der größte Teil des Textmaterials und auch viele Einzelstudien zum Eblaitischen publiziert worden:
- Archivi Reali di Ebla, Studi
- Archivi Reali di Ebla, Testi
- Eblaitica
- Materiali Epigrafici di Ebla
- Quaderni di Semitistica
- Studi Eblaiti

### Wirtschaftsurkunden
Bei den meisten der eblaitischen Texte handelt es sich um Wirtschaftsurkunden. Aufgrund ihres formularhaften Charakters lassen sie sich meist relativ gut übersetzen. Keiner der Texte trägt eine Datierung, allerdings gibt es Versuche einer relativen Chronologie auf der Basis der in den Texten erwähnten Personen.

### Sumerisch-Eblaitische Bilinguen (Vocabolario di Ebla)
Die wichtigen Bilinguen, die eblaitische Übersetzungen für etwa 1000 sumerische Wörter angeben (wobei uns allerdings nur weniger als die Hälfte dieser sumerischen Wörter verständlich ist), sind in folgender Arbeit publiziert:
- Giovanni Pettinato: Testi lessicali bilingui della biblioteca L. 2769 (= Materiali Epigrafici di Ebla 4). Neapel 1982

### Literarische Texte
Auch einige literarische Texte sind überliefert. Der bedeutendste davon ist ein Hymnus an den Sonnengott Schamasch, der allerdings nur teilweise verständlich ist.

## Sekundärliteratur

### Wörterbuch
Ein monographisches Wörterbuch ist bisher nicht erschienen. Man kann ersatzweise benutzen:
- Pelio Fronzaroli: Materiali per il lessico Eblaita, 1. In: Studi Eblaiti 7, 1984, 145–190
- Pelio Fronzaroli: The Eblaitic Lexicon: Problems and Appraisal. In: P. Fronzaroli (Hrsg.): Studies on the Language of Ebla. Florenz 1984, S. 117–157

Außerdem gibt es Glossare zu einzelnen Textausgaben, z. B. zu Archivi Reali di Ebla, Testi 12 und Archivi Reali di Ebla, Testi 13.

### Onomastik
- A. Archi, P. Piacentini, F. Pomponio: I nomi di luogo dei testi di Ebla. Rom 1993
- M. Bonechi: I nomi geografici dei testi di Ebla. Wiesbaden 1993
- M. Krebernik: Die Personennamen der Ebla-Texte. Eine Zwischenbilanz. Berlin 1988
- J. Pagan: A morphological and lexical study of personal names in the Ebla texts. Rom 1998
- F. Pomponio: I nomi divini nei testi di Ebla. Ugarit-Forschungen 15, 1983, 141–156
- F. Pomponio, P. Xella: Les dieux d’Ebla. Münster 1997

### Orthographie
- Giovanni Conti: Il sillabario della quarta fonte della lista lessicale bilingue eblaita. Florenz 1990
- M. Krebernik: Zu Syllabar und Orthographie der lexikalischen Texte aus Ebla. In: Zeitschrift für Assyriologie 72, 1982: 178–236 und 73, 1983: 1–47

### Paläographie
- Walther Sallaberger: Die Entwicklung der Keilschrift in Ebla. In: Jan-Waalke Meyer u. a. (Hrsg.): Beiträge zur Vorderasiatischen Archäologie Winfried Orthmann gewidmet. 2001, S. 436–445

### Grammatik
Eine monographische Grammatik liegt vor mit:
- Amalia Catagnoti: La grammatica della lingua di Ebla (Quaderni di Semitistica 29), Firenze 2012

Daneben sind folgende grammatische Arbeiten einschlägig:
- A. Archi: Prepositions at Ebla. In: Eblaitica 4, 2002, 1–21
- Bruno W. W. Dombrowski: Eblaitic. A study towards the grammar of the Semitic language used in most ancient Ebla – a demonstration of the usefulness of etymology and semantics. In: Studia Etymologica Cracoviensia. Band 8. (PDF; 14,3 MB) Krakau 2003, S. 15–81
- D.O. Edzard: Zur Syntax der Ebla-Texte: In: P. Fronzaroli (Hrsg.): Studies on the Language of Ebla. Florenz 1984, S. 101–116
- Pelio Fronzaroli: Per una valutazione della morfologia Eblaita. In: Studi Eblaiti 5, 1982, 93–120
- Pelio Fronzaroli: Notes sur la syntaxe éblaite. In: J.-M. Durand (Hrsg.): Amurru 1, Paris 1996, S. 125–134
- I.J. Gelb: Ebla and the Kish Civilization. In: L. Cagni (Hrsg.), La lingua di Ebla. Neapel 1981, S. 9–73
- K. Hecker: Ein Problem der eblaitischen Syntax: Wortstellung. In L. Cagni: Ebla 1975–1985. 1987, S. 221–247
- M.V. Tonietti: Le système prépositionnel de l’éblaite. In: P. Fronzaroli, P. Marrassini (Hrsg.): Proceedings of the 10th Meeting of Hamito-Semitic (Afroasiatic) Linguistics. Florenz 2005, S. 315–332

### Überblicksdarstellungen
- John Huehnergard, Christopher Woods: Akkadian and Eblaite. In: R. Woodard (Hrsg.): The Cambridge Encyclopedia of the World’s Ancient Languages. Cambridge 2004, ISBN 0-521-56256-2
- Paolo Matthiae: Aux origines de la Syrie: Ebla retrouvée. Gallimard, Paris 1996, ISBN 2-07-053350-6
- Michael P. Streck: Eblaite and Old Akkadian. In: Stefan Weninger u. a. (Hrsg.): The Semitic Languages: An International Handbook. Berlin 2011, S. 340–359.